# Hypoestes sparsiflora
Hypoestes sparsiflora är en akantusväxtart som beskrevs av R.M. Barker. Hypoestes sparsiflora ingår i släktet Hypoestes och familjen akantusväxter. Inga underarter finns listade i Catalogue of Life.